# Alexiuskreuz

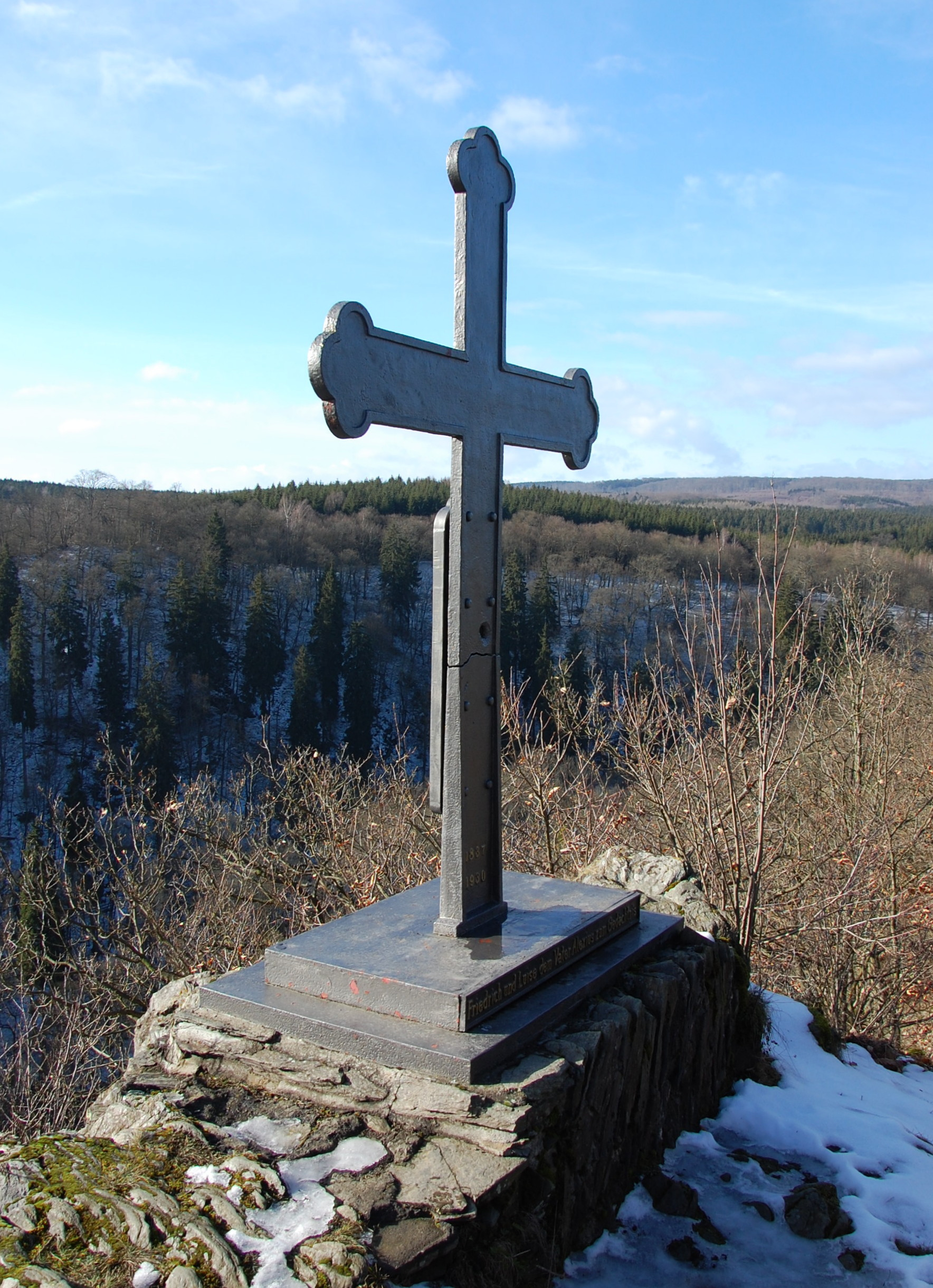
Alexiuskreuz

Das Alexiuskreuz ist ein Denkmal für Herzog Alexius Friedrich Christian von Anhalt-Bernburg (1767–1834) in der Nähe des Ortsteiles Mägdesprung (Stadt Harzgerode, Landkreis Harz) im bundesdeutschen Land Sachsen-Anhalt.

## Lage
Das Eisenkreuz befindet sich im bewaldeten Naturpark Harz/Sachsen-Anhalt, im östlichen Unterharz, auf der Südseite des Selketales oberhalb der Selke und südlich von Mägdesprung an einem Abhang. Unmittelbar am Alexiuskreuz führt der Selketalstieg vorbei; in der Nähe befindet sich die Mägdetrappe.

## Gestaltung und Geschichte
Das gusseiserne Lateinische Kreuz im klassizistischen Stil wurde von Prinzessin Wilhelmine Luise von Anhalt-Bernburg und ihrem Ehemann Prinz Friedrich von Preußen im Jahre 1837 für den drei Jahre zuvor verstorbenen Vater Luises, Herzog Alexius Friedrich Christian von Anhalt-Bernburg, zum Andenken gestiftet. Die drei Enden des Eisengusses sind daher als christliches Lazaruskreuz gestaltet: Durch den Verweis auf Lazarus soll die Hoffnung und Verheißung auf Auferstehung verdeutlicht werden. Der nach dem heiligen Alexius benannte askanische Herzog war der Gründer des heutigen Kurortes Alexisbad („Stahlbad Alexisbad im Harz“).
An der zweistufigen Podestzone des Kreuzes, auf der dem Besucher zugewandten Seite, befindet sich die vergoldete Inschrift: 1837 / 1930 / Friedrich und Luise dem Vater Alexius zum Gedächtnis. Im Jahr 1930 wurde das verwitterte Kreuz erneuert. Bedingt durch Beschädigungen zu Ende des Zweiten Weltkrieges 1945 (durch einen Einschuss beim Einmarsch der Alliierten) brach das Eisenkreuz entzwei und stürzte ins Selketal. Erst bei den Aufräumarbeiten nach dem verheerenden Selkehochwasser des Jahres 1994 fand man diesen verlorenen oberen Teil wieder. Anschließend wurde das Kreuz mit dem noch immer aus dem Boden ragenden Stumpf durch acht Bolzenschrauben und einer weiteren Metallplatte verbunden. Das Einschussloch, dessen Austrittsöffnung sich auf der Rückseite befindet, ist auch heute noch gut zu erkennen. Nach allen ehrenamtlichen Erneuerungsarbeiten wurde das Alexiuskreuz 1995 wieder errichtet. Es steht auf einem steinsichtigen Sockel aus Bruchschiefer und schräggeschichteten Schieferplatten.

## Bezeichnungen
In allgemeinen Veröffentlichungen wird das Kunstwerk an/auf der Mägdetrappe bisweilen auch als Eisernes Kreuz, als Erinnerungskreuz oder als Gedenkkreuz bezeichnet.

## Denkmalschutz
Das Alexiuskreuz wurde in das örtliche Verzeichnis der Kulturdenkmale unter der Erfassungsnummer 094 21181 als (Ausweisungsart) Kleindenkmal eingetragen.